# Music & Media
Music & Media (anteriormente, Eurotipsheet) foi uma revista de entretenimento sediada em Londres, sendo comercializada por toda a Europa. Fundada em 1984, em Amsterdã, era especializada em música e estações de rádio, analisando a popularidade dos discos e canções em cada um dos países da região, divulgando-os em tabelas musicais. Ao longo dos anos, a publicação manteve parceria com a Billboard. Em agosto de 2003, a revista teve seu fim decretado por conta da "erosão contínua da indústria musical".